# Rolls-Royce Trent 7000
El Rolls-Royce Trent 7000 és la setena variant de la família Trent de motors de reacció turboventiladors de grans dimensions. Es tracta de l'única opció de planta motriu de l'Airbus A330neo. El Trent 7000 es basa en l'arquitectura del Trent 1000-TEN del Boeing 787 i la tecnologia del Trent XWB de l'Airbus A350 XWB. En comparació amb el Trent 700, llançat el 1995, el Trent 7000 té un ventilador més gran (280 cm contra 250 cm) i una boixa del ventilador més petita. Aquestes modificacions serveixen per augmentar l'índex de derivació de 5 a 10. Aquest motor té l'índex de derivació més alt de tota la família Trent.